# DRV PNK Stadium
El DRV PNK Stadium (anteriorment anomenat Inter Miami CF Stadium) és un estadi de futbol de Fort Lauderdale, Florida, situat en el lloc de l'anterior Lockhart Stadium. L'estadi té 18.000 seients i és la seu temporal de l'Inter de Miami de la Major League Soccer fins a la finalització del Miami Freedom Park situat a la ciutat de Miami, i serà la seu permanent del filial Fort Lauderdale CF i de l'acadèmia del club. L'estadi té una orientació sud–nord per a la configuració del futbol, així que el sol no molesta als ulls dels porters.

## Història
El 2019 es va construir en els terrenys de l'antic Lockhart Stadium el nou Inter Miami CF Stadium, que serà la seu de l'escola de futbol (Acadèmia) de l'Inter de Miami i del seu equip filial, el Fort Lauderdale CF, així com camp d'entrenament del primer equip. També serà el terreny de joc del primer equip en la Major League Soccer, fins que s'acabi de construir el seu estadi a Miami, el Miami Freedom Park.
L'Inter de Miami disputarà les seves dues primeres temporades a l'Inter Miami CF Stadium, situat en els terrenys de l'antic Lockhart Stadium de Fort Lauderdale, a uns 39 quilòmetres al nord de Miami. La Comissió de la ciutat va aprovar al juliol de 2019 el pla de renovació del complex, que incloïa la construcció d'un nou estadi de futbol amb capacitat per a 18.000 espectadors, així com un centre d'entrenament i diversos camps de futbol per a ús de les categories inferiors del club.